# 富士大学硬式野球部
富士大学硬式野球部（ふじだいがくこうしきやきゅうぶ）は、北東北大学野球連盟に所属する大学野球チーム。富士大学の学生によって構成されている。本拠地は岩手県花巻市。

## 創部
1965年（昭和40年）、奥州大学硬式野球部として創部。1976年（昭和51年）、改称に伴い富士大学硬式野球部となる。

## 歴史
東北大学野球連盟より独立した1991年の北東北大学野球連盟結成時より加盟。1997年春季リーグで新リーグの北東北大学リーグ戦で初優勝。同リーグ開始以来、最も低い順位でも4位であり、1部から降格したことのない強豪チームである。
1990年代は青森大学が強さを誇っており、北東北大学リーグではそれに次ぐ存在であった。プロ経験者の中嶋愛和監督の時代から徐々に強化を進めた。
2009年に青木久典監督が就任してすぐに、第58回全日本大学野球選手権大会の決勝戦進出。エース守安玲緒とディエゴ・フランカの4年生バッテリーを擁して法政大学と対戦したが、法政2年三上朋也と4年二神一人の両投手のリレーの前に1-5で敗れ大学選手権準優勝に留まった。その間、リーグ戦では八戸大学（現 八戸学院大学）との2強時代となった。
2014年に青木が母校法政大監督となり、OBである豊田圭史が監督に就任。豊田が就任以降、2018年秋まで10季連続優勝（10連覇）を果たし連盟記録を更新、その後も4連覇を打ち立てるなど黄金期を迎えた。
2012年、3年山川穂高や2年外崎修汰らの打撃陣を擁して臨んだ秋の第43回明治神宮野球大会初戦2回戦で、国際武道大学を3-0で下し、先発の1年多和田真三郎投手がノーヒットノーランを達成した。続く準決勝で法政大に2-3（延長10回）で敗退した。
2023年、第72回全日本大学野球選手権大会準決勝で優勝した青山学院大学に2-5で敗退。同年秋、第54回明治神宮野球大会準決勝で準優勝した同じく青山学院に3-4で敗退した。
先に躍進していた東北福祉大学はじめ八戸学院大など東北地区の各校同様、全国から選手を集めると全国大会の常連になった。また、沖水出身の相原勝幸含め、山川穂高や多和田真三郎、2023年卒の金村尚真ら沖縄出身選手の、プロ球界での活躍ぶりが目立っている。

## 記録
- 北東北大学野球リーグ
  - 優勝 21回
  - 2018年秋まで北東北大学野球リーグ10連覇（リーグ記録）。
- 全日本大学野球選手権大会 出場13回
  - 準優勝 1回（2009年）

- 明治神宮野球大会・大学の部 出場5回
  - ベスト4 1回（2012年）

（2023年度秋 終了時点）

## 主な出身者
- 豊田圭史（武相高校野球部監督、富士大学硬式野球部前監督・コーチ）
- 橋本大祐（元阪神タイガース）
- 相原勝幸（元千葉ロッテマリーンズ）
- ディエゴ・フランカ（元新日鐵住金かずさマジック）：2013 ワールド・ベースボール・クラシック・ブラジル代表
- 中村恭平（元広島東洋カープ）
- 山川穂高（福岡ソフトバンクホークス）
- 外崎修汰（埼玉西武ライオンズ）
- 菊池拓斗（福岡ソフトバンクホークスコーチ）
- 多和田真三郎（元埼玉西武ライオンズ）
- 小野泰己（オリックス・バファローズ）
- 佐藤龍世（埼玉西武ライオンズ）
- 鈴木翔天（東北楽天ゴールデンイーグルス）
- 佐々木健（埼玉西武ライオンズ）
- 金村尚真（北海道日本ハムファイターズ）
- 麦谷祐介（オリックス・バファローズ）
- 佐藤柳之介（広島東洋カープ）
- 安德駿（福岡ソフトバンクホークス）
- 渡邉悠斗（広島東洋カープ）
- 坂本達也（読売ジャイアンツ）
- 長島幸佑（千葉ロッテマリーンズ）